# 最终幻想水晶编年史：水晶持有者
《最终幻想水晶编年史：水晶持有者》是由史克威尔艾尼克斯开发，面向Wii平台发行的动作冒险游戏。该作于2009年11月12日在日本首发，同年12月26日登陆北美市场。游戏评价呈现两极分化。

## 游戏玩法
和GameCube平台上的前作一样，《水晶持有者》采用完全即时制战斗系统，但革新性地聚焦于单人自由探索的动作冒险玩法。玩家可操控飞空艇，敌人则拥有多样化的战术与能力，部分甚至能伤害同类或对抗玩家——这种独特的AI反应机制使得不同生物对周遭环境及攻击会产生差异化反馈。主角雷爾（レイル）可通过念动力操控重力，执行诸如强制移动敌人、使其自相残杀、投掷环境物品等战斗动作。他还能与生物进行特殊互动，产生各类效果，并运用能量抓钩远距触发机关或攀附物体，甚至能操纵平民行动。游戏中的平民与敌人相似，被激怒时也会攻击玩家。区别于传统RPG，本作通过配件与材料系统自定义雷爾属性。玩家可通过净化瘴气流战斗获取密银，提升角色最大HP值。游戏极度强调探索自由度：15个主线必打BOSS外，大量隐藏BOSS散布世界各地。移动方式多元，包括步行、骑乘陆行鸟、搭乘列车或使用传送门，另创新性加入高空跳伞战斗。特定场景还会触发体感操作，如用遥控器瞄准射击空中怪物等Quicktime事件。 

## 概要

### 设定与人物
本作的故事舞台与《最终幻想水晶编年史》同属一个世界，栖息着四大种族：和平的克拉瓦特族（Clavats）、尚武的利爾提族（リルティ族）、精通魔法的優克族（ユーク族）以及叛逆的塞尔基族（Selkies），每个种族都由一枚魔法水晶作为象征。剧情设定在原作事件的1000年之后。在此期间，利爾提族与優克族的战争以優克水晶被毁告终，导致優克族被放逐至虚无之境，而利爾提则建立了技术先进的王国。该王国的科技核心是水晶反应堆——通过利用優克水晶碎片来产生能量。魔法因此变得稀有，仅存于那些体内嵌有水晶碎片的“水晶持有者”身上。这些曾被用于作恶的力量，使得水晶持有者既受尊崇又遭畏惧。 
本作主角雷爾是拥有重力操控能力的克拉瓦特族水晶持有者。旅途中与他同行的包括：塞尔基族公会成员贝尔、立志在利爾提王国谋取地位的野心家塞尔基族青年凯斯，以及利爾提王国的阿尔缇娅公主。重要配角有利爾提族工程师希德（Cid）——他既是水晶反应堆的发明者，也是《最终幻想》系列中的经典角色之一。主要反派则是利爾提族将军杰格朗（极端种族主义者，不择手段维持现有秩序）与誓要不计代价重建優克水晶的優克族幸存者亞米達特利恩（アミダテリオン）。 

### 剧情
在护送游轮前往利爾提王都途中，雷爾遭遇发动袭击的亞米達特利恩。对方使用水晶偶像吸收船体能量。在同伴协助下，雷爾一路追击正通过榨取利爾提科技来强化水晶偶像（该神器能复原優克水晶）的亞米達特利恩。决心维持对阿尔缇娅及利爾提王国掌控的杰格朗，杀害了塞尔基公会领袖维加利并栽赃雷爾，将其污蔑为亞米達特利恩的同谋。被迫逃亡的雷爾为求生计，只得与亞米達特利恩暂时联手。他得知優克族消亡前对利爾提水晶施加了诅咒，而亞米達特利恩不顾触发诅咒的风险，执意要复兴優克族并重建“水晶法则”——这个形而上的力量正是创造世间水晶持有者的本源。当雷爾最终追上他们时，杰格朗揭露了自己身为水晶持有者的身份。他杀死了亞米達特利恩，但雷爾成功保住了水晶人像。
阿尔缇娅擒获杰格朗，欲迫使其解除将父王晶体化作为王都水晶反应堆能源的诅咒。杰格朗却反将水晶能量吸尽，企图建立新法则，并指认阿尔缇娅为水晶持有者。决心继承亞米達特利恩遗志的雷爾在盟友支持下救出阿尔缇娅，于優克水晶复原之际击败杰格朗。当二人看似同归于尽时，阿尔缇娅与重生的優克族联手遏制了利爾提水晶的诅咒。最终水晶法则重启，所有反应堆与现存水晶持有者尽失魔力。阿尔缇娅加冕为女王并与優克族和解，凯斯继任塞尔基公会领袖。坚信雷爾存活的贝尔盗取凯斯的飞空艇循线索追寻。结局画面显示雷爾生还且仍保有异能。

## 开发
当Wii首次亮相时，史克威尔艾尼克斯开发者河津秋敏首先想到的是制作一款单人版《最终幻想水晶编年史》。因此，与前作GameCube版本注重多人合作玩法形成对比，《水晶持有者》被设计为“单人体验”。早期概念包含从钓鱼玩法到使用Wiimote在空间中移动物体等设想。河津还希望打造能让玩家感受时间流逝的游戏，他称之为“实时制”《最终幻想》。这个构想衍生出对现实世界挥剑需要时间的思考，与传统按键操作即时响应的非自然感形成反差。河津同时力求简化菜单数量，因Wii通常放置于家庭客厅，繁杂菜单会破坏娱乐体验。他提出游戏应营造主题公园般的沉浸感，让玩家专注享受整个过程。河津将本作类型定义为“景点式冒险”，玩家可自由切换不同娱乐体验。相比多数《最终幻想》作品，本作极大减少了游戏术语使用，以吸引休闲玩家。
与《水晶编年史》系列前作强调多人联机不同，《水晶持有者》自设计之初就定位为单人游戏。这一决策旨在让玩家深度沉浸于单一角色的旅程。为营造玩家与旁观者共享的娱乐体验，同时突破系列传统，开发团队舍弃RPG元素转向动作冒险类型。为确保符合日本玩家习惯，游戏加入了教学关卡以熟悉操作。开发团队最初未计划使用Wii的独特功能，但后期改变了主意。他们意识到Wii在休闲用户中的普及度，遂将目标受众转向该群体。由于Wii用户网络使用率较低，游戏未加入联网功能。《水晶持有者》开发团队基本延续了原班人马，仅程序员有所变动——其负责人曾参与《前线任务》系列开发。现场测试显示，熟悉《最终幻想》但不擅长动作游戏的玩家也能“顺畅”上手。本作的制作人河津秋敏本人表示：“我已向团队成员传达，要以将本作打造成未来《最终幻想》系列新标杆的决心投入开发工作”。事实上，河津在开发末期建议设计团队不要过度“惩罚”玩家——传统游戏常通过角色死亡与重启来实现这点。制作人明确表示希望所有玩家无论技术高低都能见证游戏结局。团队曾考虑引入Wii MotionPlus技术，但美术总监伊藤裕之认为现有操作已足够“直观”，无需高精度体感支持。 
主角雷爾的设计注重亲和力与个性魅力，以同时支撑动作冒险玩法与宏大叙事。其完全不使用武器的设定既方便低龄玩家操作，也避免了与其他《最终幻想》角色相比的视觉暴力感。游戏美术风格为匹配单人剧情概念而更趋成熟。美术总监伊藤裕之要求塑造更具“沧桑感”的主角形象，其粗犷特质尤其体现在角色发型设计上。这种更“成人向”的设计旨在强化故事的英雄主义架构。河津特别指出游戏应让旁观者也能乐在其中，因此每数秒切换镜头视角，并在画面底部加入新闻播报式信息流。他还考虑当未成年玩家的母亲看到游戏画面时，主角形象必须足够讨喜。将角色身高比例从“三头身”改为“六头身”的方案曾遭设计团队反对。美术师伊藤力求打造“在广阔蓝天下展开的英雄传奇”，这一理念深刻影响了游戏设计与剧情。作为对利爾提族传统体型的折衷，该种族角色包含了从典型矮壮体型到阿尔缇娅类人形体的多种设计。服装设计突破系列西方奇幻传统，采用突出冒险精神的粗犷装束。伊藤多次前往五金店寻找设计灵感。游戏整体呈现的早期美式风格，源于开发团队对好莱坞西部片的喜爱。 

### 音乐
《水晶持有者》的配乐由岩崎英则和山崎亮操刀，系列作曲家谷冈久美因其同时负责《光与暗之公主与世界征服之塔》与《时之回声》的原声创作，本作仅少量参与。岩崎与山崎原计划延续谷冈的风格，但经河津与伊藤建议转向了美式音乐启发的原声音乐风格。这些音乐刻意区别于传统《最终幻想》，追求更“流行化”与现代化的质感，融入了乡村与西部音乐元素。如同服装与世界观的设定，这种音乐风格同样受到早期好莱坞电影的启发。

## 发布
本作于2005年E3游戏展首次公开将登陆彼时开发代号为“REV”的任天堂新一代游戏主机，2006年E3则以预先渲染的简短预告片形式出现在Wii游戏合辑视频中。同年12月，官方为本作正式定名。2007年5月发布了包含实机画面的新预告片并放出开发者访谈，此后便再无消息更新。该作既未出席近年史克威尔艾尼克斯的官方活动，官网也毫无动静（《水晶编年史》开发博客自2007年6月6日起再未提及本作），加之2008年2月游戏开发者大会上《小小国王与约定之国》团队被问及本作进展时仅回应“请等待官方公告”，引发猜测。直到11月，针对《电子游戏月刊》下期刊登的“项目已悄然取消”报道，史克威尔艾尼克斯发表声明确认开发仍在继续但未公布具体发售日。伊藤对取消传闻表示惊讶，称其团队当时正筹划如何向玩家展示游戏。本作预告片随Wii版《时之回声》捆绑发布，展示了包括战斗、魔法、解谜与大地图等玩法要素，以及仙人掌与巴哈姆特等《最终幻想》经典元素。 
2009年3月底官方悬念站正式上线。日本地区电视广告更采用邦乔维乐队《We Weren't Born to Follow》作为背景音乐。4月17日，本作的官方网站正式上线并公开了游戏画面以及游戏内容讯息。同年8月底，官方宣布本作将在当年11月26日推出。然而到了9月中旬，制作方宣布为了回应玩家们的期待，本作较原定计划提前两周，将于11月12日发售。 11月12日本作在日本首发，同年12月26日登陆北美市场。

## 评价
| 汇总媒体   | 得分   |
| ---------- | ------ |
| Metacritic | 66/100 |

| 媒体          | 得分   |
| ------------- | ------ |
| G4            | [ 34 ] |
| Game Informer | 5.5/10 |
| GameSpot      | 5.5/10 |
| GameTrailers  | 7.7/10 |
| IGN           | 6.2/10 |
| 任天堂力量    | 8/10   |
| Fami通        | 30/40  |

《水晶持有者》在日本首发当日售出26,000份，约占该地区首批出货量的34%。发售第二周，日本地区销量达43,705份，至年底累计销量突破54,000份。
《Fami通周刊》给予本作高度评价，称赞其剧情设计精良。一位评论家写道：“故事展开方式与独特角色、世界观相得益彰，细节处理处处见匠心”。但该杂志同时批评游戏地图系统难以辨识玩家方位。西方媒体评价则褒贬不一且整体偏低：X-Play给出负面评价，Game Informer与IGN指责其作为动作冒险游戏而非RPG的定位问题；相较之下，GameTrailers和任天堂力量的评测更为积极。